# 准提陀羅尼

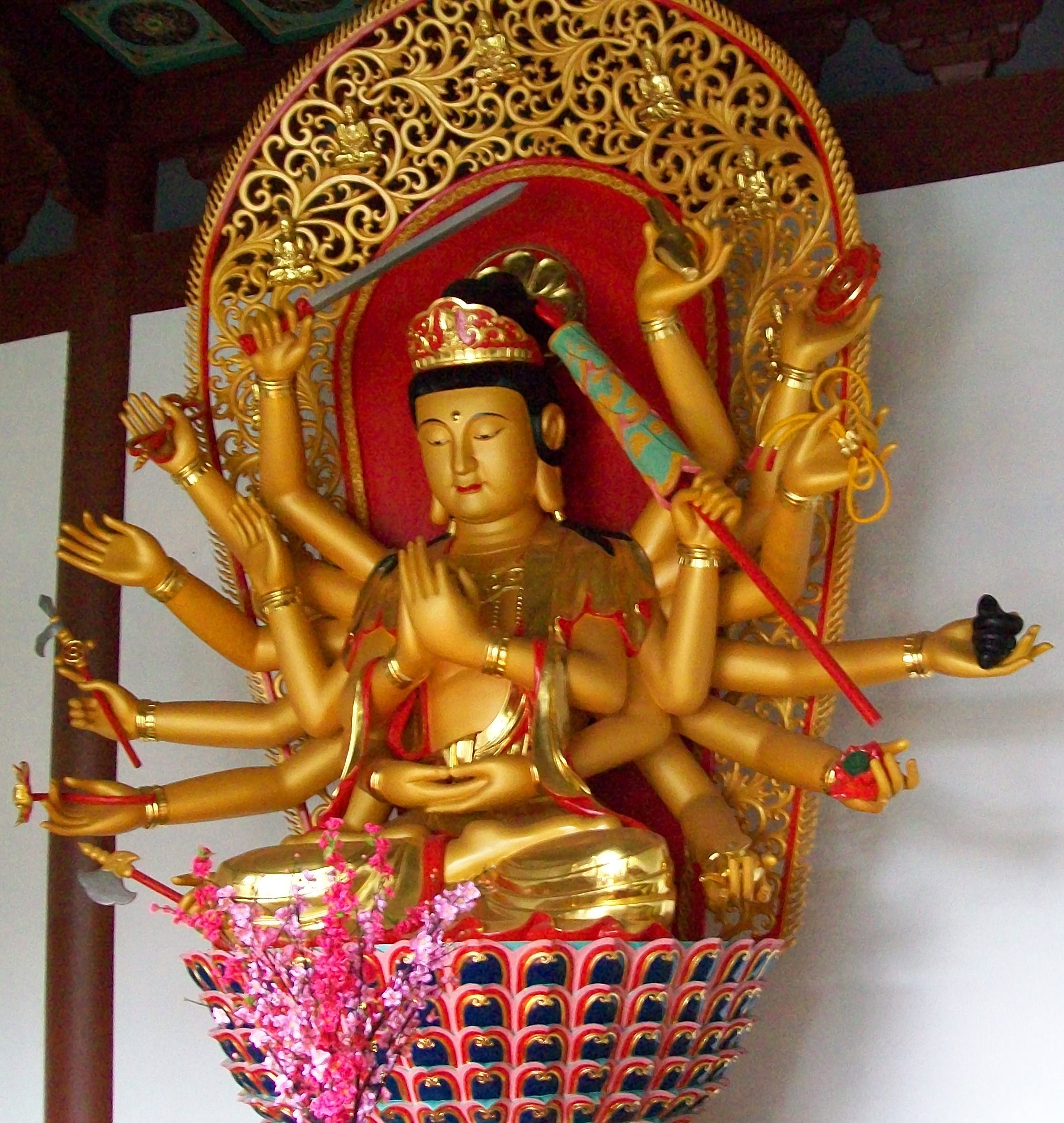
準提佛母

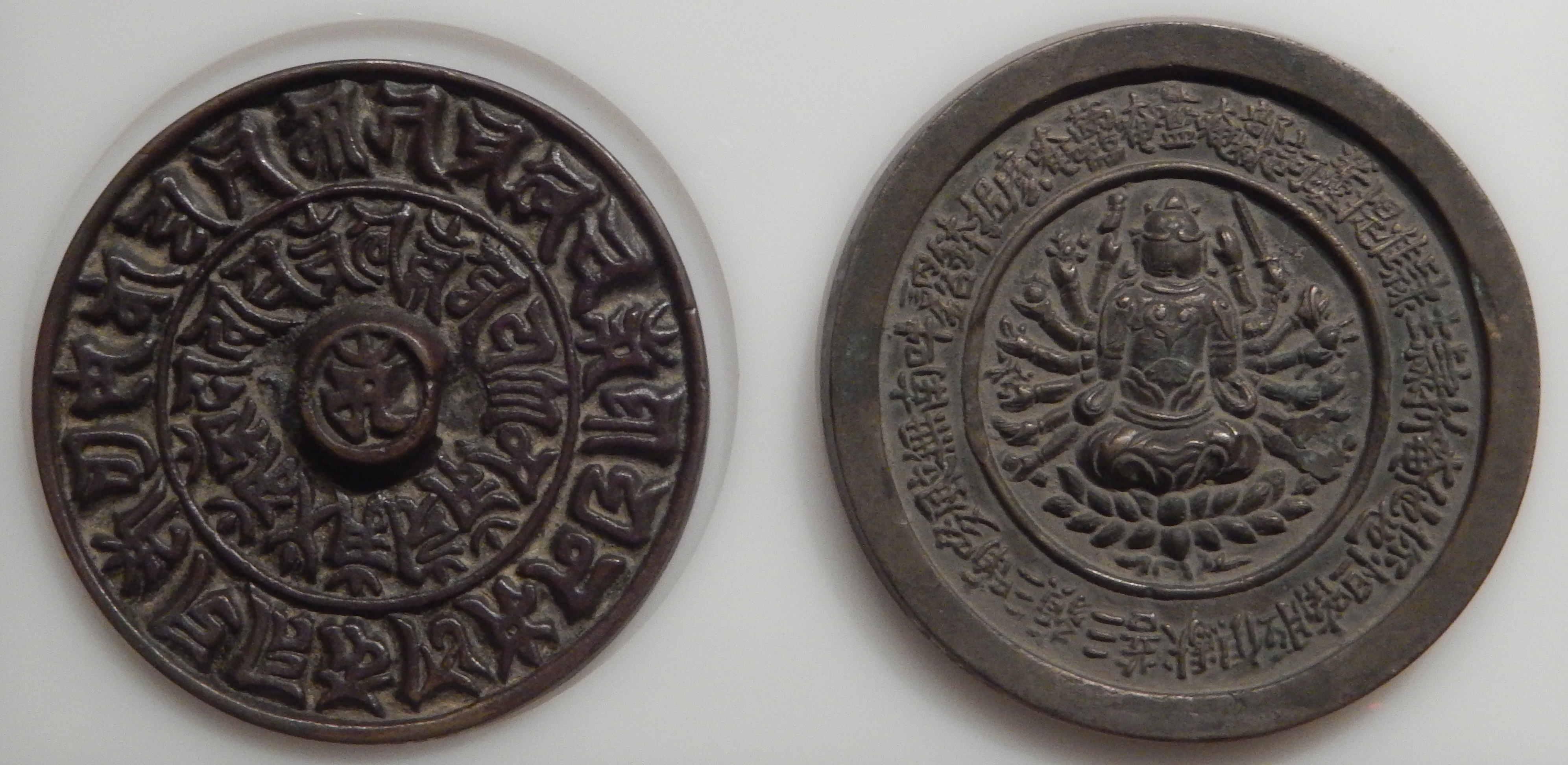
準提佛母菩薩的準提咒鏡壇

准提陀羅尼，又稱準提咒、準提神咒、準提真言，是佛教的重要咒語，禪門、淨土宗都有許多人持誦。此咒語代表準提菩薩（準提佛母、準提觀音，準提又作「准提」，意思是「清淨」）的功德，為早、晚課的十小咒之一。

## 因緣
此神咒宣說之因緣，據《七俱胝佛母所說准提陀羅尼經》所載，釋迦牟尼佛因愍念未來薄福惡業眾生的緣故，入准提三昧，而說此過去七俱胝佛（七千萬佛）所說之陀羅尼；另據《佛說大乘莊嚴寶王經》所載為七十七俱胝諸佛如來，於《六字大明咒》的因緣同時示現，共同宣說准提神咒。

## 知名修持者
開元三大士也曾持准提咒，如金剛智則曾經以准提法祈雨，善無畏大師渡海遇險時曾持准提神咒，遼朝道殿大師撰《顯密圓通成佛心要集》中推薦準提神咒的神效，明代宗泐傳准提咒予宋景濂，袁了凡在《了凡四訓》中稱雲谷禪師教授其念誦準提咒，雲棲蓮池、憨山德清等都曾有修持及傳授准提法的記錄。南怀瑾教授、聖嚴法師、海濤法師等都推崇準提咒的滿願功能
準提陀羅尼是佛教僧團早晚課〈十小呪〉中的第四個。漢傳佛教僧團在早、午齋時，會念誦「供養偈」與「結齋偈」等偈語，稱為「二時臨齋儀」；其中「結齋偈」為先持誦「準提陀羅尼」，可知有僧團處即有準提陀羅尼。

## 真言咒語

### 天城梵文
नमः सप्तानाम् सम्यक्सम्बुद्ध कोटीनाम्। तद्यथा। ॐ चले चुले चुन्दे स्वाहा।

### 梵文拼音
Namaḥ Saptānāṃ Samyaksaṃbuddha Koṭīnām| Tadyathā| Oṃ Cale Cule Cunde Svāhā|

### 漢語音譯
南無。颯多南。三藐三菩陀。俱胝南。怛侄他。
唵。折隸。主隸。準提。娑婆訶。

### 漢語意譯
南無（皈依），颯多南（七），三藐三菩陀（正遍知，即佛），俱胝南（千萬），怛侄他（即說咒曰），唵（開啟、起始），折隸（轉動，林光明翻為遊行尊），主隸（流轉，林光明翻為頂髻尊，或者無義），準提（清淨），娑婆訶（圓滿結果）。
白話大概可以譯成，「皈依七千萬如來，即說咒曰： 『唵！隨著準提（清淨）菩薩前進，成就圓滿。』」如果完全用漢語解釋，可簡化為：「皈依諸佛，隨著清淨之菩提心前進，而成就佛果。」

## 龍樹菩薩偈讚
修持準提陀羅尼通常在持誦前後會一併念誦龍樹菩薩所造之讚偈：

### 〈祈請偈〉
稽首皈依蘇悉帝，頭面頂禮七俱胝，我今稱讚大準提，惟願慈悲垂加護。

### 〈準提讚〉
準提功德聚，寂靜心常誦；一切諸大難，無能侵是人；天上及人間，受福如佛等；遇此如意珠，定獲無等等。

## 外部來源
- 林光明. . 臺北市: 財團法人法鼓山文教基金會-法鼓文化. 2000-12-01. ISBN 9789575981419 （中文）.